# Ronde van Italië 2012/Eenentwintigste etappe
De eenentwintigste etappe van de Ronde van Italië 2012 werd verreden op 27 mei. De etappe voerde het peloton in een individuele tijdrit over 28 kilometer door de Italiaanse stad Milaan.

## Verloop
Kort voor de start werd bekendgemaakt dat de tijdrit met 2 km werd ingekort naar 28 km. Marco Pinotti won de tijdrit, maar alle aandacht ging naar de eerste twee in het klassement. Met spanning werd immers uitgekeken naar de prestaties van Ryder Hesjedal en Joaquím Rodríguez. Uiteindelijk wist Hesjedal Rodríguez van het hoogste schavotje te stoten en de roze trui definitief te omgorden. Met een schitterende vijfde plaats in de tijdrit kwam Thomas De Gendt toch als derde op het podium en wist zo Michele Scarponi achter zich te houden.

## Rituitslag
| Milaan 28 km (individuele tijdrit) |                   |                        |        |
| Plaats                             | Naam              | Ploeg                  | Tijd   |
| Winnaar                            | Marco Pinotti     | BMC Racing Team        | 33'06" |
| 2                                  | Geraint Thomas    | Sky ProCycling         | +39"   |
| 3                                  | Jesse Sergent     | RadioShack-Nissan-Trek | +53"   |
| 4                                  | Alex Rasmussen    | Team Garmin-Barracuda  | +1'00" |
| 5                                  | Thomas De Gendt   | Vacansoleil-DCM        | +1'01" |
| 6                                  | Ryder Hesjedal    | Team Garmin-Barracuda  | +1'09" |
| 7                                  | Gustav Larsson    | Vacansoleil-DCM        | +1'14" |
| 8                                  | Maciej Bodnar     | Liquigas-Cannondale    | +1'15" |
| 9                                  | Svein Tuft        | Orica-GreenEdge        | +1'22" |
| 10                                 | Julien Vermote    | Omega Pharma-Quickstep | +1'23" |
|                                    |                   |                        |        |
| 30                                 | Tom-Jelte Slagter | Rabobank               | +2'11' |

## Klassementen
| Algemeen klassement |                    |                       |           |
| Plaats              | Naam               | Ploeg                 | Tijd      |
| Roze trui           | Ryder Hesjedal     | Team Garmin-Barracuda | 91u39'02" |
| 2                   | Joaquím Rodríguez  | Team Katjoesja        | +16"      |
| 3                   | Thomas De Gendt    | Vacansoleil-DCM       | +1'39"    |
| 4                   | Michele Scarponi   | Lampre-ISD            | +2'05"    |
| 5                   | Ivan Basso         | Liquigas-Cannondale   | +3'44"    |
| 6                   | Damiano Cunego     | Lampre-ISD            | +4'40"    |
| 7                   | Rigoberto Urán     | Sky ProCycling        | +5'57"    |
| 8                   | Domenico Pozzovivo | Colnago-CSF Inox      | +6'28"    |
| 9                   | Sergio Henao       | Sky ProCycling        | +7'50"    |
| 10                  | Mikel Nieve        | Euskaltel-Euskadi     | +8'08"    |
|                     |                    |                       |           |
| 30                  | Tom-Jelte Slagter  | Rabobank              | +57'24"   |

| Puntenklassement |                   |                       |        |
| Plaats           | Naam              | Ploeg                 | Punten |
| Rode trui        | Joaquím Rodríguez | Team Katjoesja        | 139    |
| 2                | Mark Cavendish    | Sky ProCycling        | 138    |
| 3                | Ryder Hesjedal    | Team Garmin-Barracuda | 103    |
|                  |                   |                       |        |
| 6                | Thomas De Gendt   | Vacansoleil-DCM       | 64     |
| 12               | Martijn Keizer    | Vacansoleil-DCM       | 48     |

| Bergklassement |                  |                           |        |
| Plaats         | Naam             | Ploeg                     | Punten |
| Blauwe trui    | Matteo Rabottini | Farnese Vini–Selle Italia | 84     |
| 2              | Stefano Pirazzi  | Colnago-CSF Inox          | 44     |
| 3              | Andrey Amador    | Team Movistar             | 43     |
|                |                  |                           |        |
| 10             | Thomas De Gendt  | Vacansoleil-DCM           | 21     |
| 31             | Stef Clement     | Rabobank                  | 7      |

| Jongerenklassement |                    |                        |           |
| Plaats             | Naam               | Ploeg                  | Tijd      |
| Witte trui         | Rigoberto Urán     | Sky ProCycling         | 91u44'59" |
| 2                  | Sergio Henao       | Sky ProCycling         | +1'53"    |
| 3                  | Gianluca Brambilla | Colnago-CSF Inox       | +8'23"    |
|                    |                    |                        |           |
| 8                  | Tom-Jelte Slagter  | Rabobank               | +51'27"   |
| 21                 | Julien Vermote     | Omega Pharma-Quickstep | +3u04'36" |

| Ploegenklassement |                |            |
| Plaats            | Ploeg          | Tijd       |
|                   | Lampre-ISD     | 274u19'47" |
| 2                 | Team Movistar  | +10'53"    |
| 3                 | Sky ProCycling | +37'07"    |

1e etappe ·
2e etappe ·
3e etappe ·
4e etappe ·
5e etappe ·
6e etappe ·
7e etappe ·
8e etappe ·
9e etappe ·
10e etappe ·
11e etappe ·
12e etappe ·
13e etappe ·
14e etappe ·
15e etappe ·
16e etappe ·
17e etappe ·
18e etappe ·
19e etappe ·
20e etappe ·
21e etappe
Startlijst · Eindstanden · Afbeeldingen